# The Girl Who Came Back (film 1918)
The Girl Who Came Back è un film muto del 1918 diretto da Robert G. Vignola.
La sceneggiatura si basa su Leah Kleschna di C.M.S. McLellan, un lavoro teatrale che era andato in scena in prima a Broadway il 12 dicembre 1904 al Manhattan Theatre. Tra gli interpreti teatrali, l'attore inglese George Arliss.

## Produzione
Il film fu prodotto dalla Famous Players-Lasky Corporation.

## Distribuzione
Distribuito dalla Paramount Pictures e dalla Famous Players-Lasky Corporation, il film - presentato da Jesse L. Lasky - uscì nelle sale cinematografiche USA l'8 settembre 1918.